# Vivien Pieper
Vivien Pieper (* 1982 in Oldenburg) ist eine deutsche Autorin, Filmemacherin, Dozentin und Partnerin bei Autoren Pieper und Partner.

## Leben und Arbeit
Pieper studierte von 2002 bis 2008 Angewandte Kulturwissenschaft an der Universität Lüneburg und machte eine studienbegleitende Journalistenausbildung am Institut zur Förderung publizistischen Nachwuchses (ifp). Während ihrer Journalistenausbildung schrieb sie für die Augsburger Allgemeine, die Kieler Nachrichten, die Wirtschaftsredaktion der Sächsischen Zeitung in Dresden und absolvierte Praktika im Hörfunk bei der Deutschen Welle und im Fernsehen in der Schleswig-Holstein Redaktion des ZDF und der Kulturredaktion des NDR.
Pieper machte von 2009 bis 2010 eine Fortbildung bei TOP:Talente und absolvierte von 2012 bis 2013 die Autorenwerkstatt non-fiction Babelsberg. Seit 2007 ist Vivien Pieper Partnerin und Autorin bei Autoren Pieper und Partner. Seit 2009 ist Pieper Dozentin an der Leuphana Universität Lüneburg.

## Auszeichnungen
Für ihre Dokumentation „Wilhelminenhof – Obstbauern mit Biss“ waren Pieper und ihr Partner Johannes Bünger beim NaturVision-Festival in Ludwigsburg in den Kategorien NaturVision Beste Story und Deutscher Filmpreis Biodiversität nominiert und erhielten den Publikumspreis.  Zudem wurde die Dokumentation mit dem Deauville Green Award, dem Salus Medienpreis ausgezeichnet.
Die Dokumentation „Heimat ist…Opn’ Dörp Diahren“ wurde mit dem Deauville Green Award Silber in der Kategorie Landwirtschaft und mit dem Award of Merit bei der Accolade Global Film Competition ausgezeichnet und war beim Los Angeles Cinefest nominiert.
Kamerafrau Dunja Engelbrecht wurde für ihre Arbeit bei Piepers Reportage „Holzkohle Adé - Polens Köhler vor dem Aus“ 2020 mit dem Deutschen Kamerapreis ausgezeichnet.

## Filmografie (Auswahl)
- 2015: Dem Sturm zum Trotz – 150 Jahre Deutsche Seenotrettung (Geschichtsdokumentation, 45 Minuten, NDR, DM-Film)
- 2015: Der Wilhelminenhof. Obstbauern mit Biss (Dokumentation, 90 Minuten, NDR, DM-Film).
- 2016: Der Südwesten von Oben. Unsere Klöster (Dokumentation, 45 Minuten, SWR, Vidicom)
- 2016: Diahren. Wo Großstadtmüde Wurzeln schlagen (Dokumentation, 90 Minuten, NDR, Nordmedia, docstation)
- 2016: Sommer auf dem Bauernhof (Doku-Serie, 5x 25 Minuten, MDR, docstation)
- 2016: Wie geht das? Hier geht die Post ab (Reportage, 30 Minuten, NDR, Cinecentrum)
- 2017: Das Geschäft mit den Ärzten. Auf Medizinersucher in Osteuropa. (Reportage, Arte Re: 29 Minuten, MDR)
- 2017: Das Land der Alten – Moldaus verlassene Generation (Reportage, Arte Re: 31 Minuten, MDR)
- 2017: Gebet statt Alkohol – Mönche gegen Litauens Suchtproblem (Reportage, Arte Re: 31 Minuten, MDR)
- 2017: Klimakiller Holzkohle (Dokumentation, 45 Minuten, doc.station, ZDF/3sat)
- 2017: Kreuz und quer übers Mittelmeer (Dokuserie, 4 x 25 Minuten, MDR, docstation)
- 2017: Wie geht das? Abfall verwerten und Müll entsorgen (Reportage, 30 Minuten, NDR, Cinecentrum)
- 2018: Balkan Rallye – 4.000 Kilometer durch den wilden Osten (Reportage, Arte Re: 31 Minuten, MDR)
- 2018: Das schmutzige Geschäft mit der Grillkohle (Dokumentation, 45 Minuten, Die Story im Ersten, doc.station,  ARD)
- 2018: Das soll Recht sein? Umstrittene Urteile mit Ingo Zamperoni (Dokumentation, 45 Minuten, doc.station, NDR)
- 2018: Exportschlager Diesel – Wo werde ich meinen Alten los (Reportage, Arte Re:, 32 Minuten, MDR)
- 2018: Schläge und Schweigen – Polens Frauen begehren auf (Reportage, Arte Re: 31 Minuten, MDR)
- 2018: Typisch! Zimmerleute unterwegs mit 2 PS (Reportage, 30 Minuten, NDR, Autoren Pieper und Partner)
- 2018: Wie geht das? Sicherheit in jeder Lebenslage – Der TÜV-Nord (Reportage, 30 Minuten, NDR, Cinecentrum)
- 2019: Die Waldretter (Reportage-Reihe, 5x 26 Minuten, WDR/ arte, docstation)
- 2019: Holzkohle Adé – Polens Köhler vor dem Aus (Reportage, Arte Re: 31 Minuten, MDR)
- 2019: Rock´n Roll im Rollstuhl – Estnische Kinder und ihr großes Abenteuer (Reportage, Arte Re: 32 Minuten, MDR)
- 2020: Aussteiger mit 92 – Zuhause in den Karpaten (Reportage, Arte Re: 32 Minuten, MDR, Autoren Pieper und Partner)
- 2020: Die Waldretter (Reportage, 45 Minuten, WDR/ arte, docstation)
- 2020: Wie geht das? Südfrüchtehandel in Hamburg (Reportage, 30 Minuten, NDR, Stennerfilm)
- 2021: Agata allein zu Haus – Alltag einer Pendler-Familie in Polen (Reportage, Arte Re: 32 Minuten, MDR, Autoren Pieper und Partner)
- 2021: Die Denkmal-Retter von Quedlinburg (Reportage-Reihe, 4x 24 Minuten, MDR, Autoren Pieper und Partner)
- 2021: Karpaten – Das Paradies der Aussteiger (Reportage, 44 Minuten, MDR/ Arte, Autoren Pieper und Partner)
- 2021: Erntehelfer – Unsichtbar und ausgebeutet (Reportage, 45 Minuten, ZDF info, Spiegel TV)
- 2021: Schulschluss in Serbien – Wenn auf dem Land nichts mehr geht (Reportage, MDR/arte, 32 Minuten, Autoren Pieper und Partner)
- 2021: Rebellin mit Krückstock. Minja und die serbischen Flüsse (Reportage, MDR/arte, 32 Minuten, Autoren Pieper und Partner)
- 2022: Anders sein unerwünscht – In Russland gegen Vorurteile (Reportage, MDR/arte, 32 Minuten, Autoren Pieper und Partner)
- 2022: Doktor Olga in der Taiga. Post und Pillen für Sibirien (Reportage, MDR/arte, 32 Minuten, Autoren Pieper und Partner)
- 2022: Die alte Frau und der See. Winter am Baikal (Dokumentation, MDR/ arte, 52 + 43 Minuten, Autoren Pieper und Partner)
- 2024: Die Nuklearfalle — Putins Deals mit dem Westen. Dokumentation über Russlands weltweiten Einfluss im Bereich Atomenergie, Uranförderung, -Handel und -Anreicherung. Regie: Johannes Bünger, Laura Schmitt, Vivien Pieper. Arte-tv, Deutschland, 91 Min.[5] Orte der Handlung: Amsterdam, Brüssel, Dünkirchen, Lingen, London, Mersin, Paris, St. Petersburg u. a. m.